# Associatie van oosterse schotelkorst
De associatie van oosterse schotelkorst (Lecanoretum pannonicae) is een associatie uit het verbond van oosterse schotelkorst (Lecanorion pannonicae).

## Naamgeving en codering
- Syntaxoncode voor Nederland (rVvN): r49Bc01
- BWK-karteringscode: km

De wetenschappelijke naam Lecanoretum pannonicae is afgeleid van de botanische naam van oosterse schotelkorst (Lecanora pannonica). Dit korstmos geldt als kensoort voor de associatie en treedt hierin vaak aspectbepalend op.

## Ecologie
De associatie van oosterse schotelkorst komt vooral voor op oude gebouwen van tufsteen en in mindere mate ook verweerde baksteen. Zelden is deze gemeenschap ook te vinden op oude grafzerken of muren van zandsteen of ander mineraalrijk gesteente. Meestal gaat het om standplaatsen met een expositie op het zuiden of op het westen.

## Vegetatiezonering
In de vegetatiezonering staat de associatie van oosterse schotelkorst met slechts weinig andere syntaxa in contact. Het gaat doorgaans om een enkele (andere) muurgemeenschap uit de klasse van stippelkorsten en achterlichtmossen of de poederkorst-klasse. Noemenswaardig uit de laatstgenoemde klasse is de zeldzame associatie van rossig schriftmos die dan doorgaans aan de onderzijde van de associatie van oosterse schotelkorst de muurvoet in de regenschaduw bezet op oude poreuze kerken die met kalkmortel zijn gevoegd.

## Natuurbeheer
De associatie van oosterse schotelkorst is een gemeenschap die het best aansluit bij de functionele natuurvisie.